# Leolimnophila pantherina
Leolimnophila pantherina är en tvåvingeart som först beskrevs av Alexander 1922.  Leolimnophila pantherina ingår i släktet Leolimnophila och familjen småharkrankar. Inga underarter finns listade i Catalogue of Life.